# Apis mellifera mellifera
 (juillet 2020).
Si vous disposez d'ouvrages ou d'articles de référence ou si vous connaissez des sites web de qualité traitant du thème abordé ici, merci de compléter l'article en donnant les références utiles à sa vérifiabilité et en les liant à la section « Notes et références ».
Abeille noire ou Apis mellifera mellifica
Sous-espèce
L'abeille noire (Apis mellifera mellifera ou  Apis mellifera mellifica) est une sous-espèce de l'abeille domestique européenne (Apis mellifera). Cette abeille est couramment utilisée en apiculture en Europe pour la production de miel.

## Races
Il existe trois races (alias variétés) appartenant toutes à la lignée 'M' d'Apis mellifera, à savoir :
- mellifera mellifera mellifera (abeille noire)[1]
- mellifera mellifera lehzeni (abeille des landes)
- mellifera mellifera nigra (abeille noire),

qui ont des sous-variétés locales, comme la « brune de Poméranie », ou la « noire de Scandinavie ».

### Écotypes français
De par sa large aire de répartition, l'abeille noire présente des écotypes très variables en fonction du climat et de la flore locale :
- Auvergne ;
- Bretagne ;
- Cévennes ;
- Champagne ;
- Corse ;
- Hainaut ;
- Île-de-France ;
- Landes ;
- Languedoc ;
- Loiret ;
- Normandie ;
- Provence ;
- Savoie.

## Répartition
Son aire de répartition naturelle s'étend depuis l'Oural à l'est, la Scandinavie au Nord jusqu'à  la péninsule ibérique au sud. Elle a été domestiquée et des ruches ont été apportées en Amérique du Nord avec les premiers colons.

## Description
Elles sont grandes pour des abeilles à miel, bien qu'elles aient des langues exceptionnellement courtes. On les appelle parfois abeilles noires allemandes.
L'abeille noire se distingue des autres sous-espèces par son aspect trapu, ses poils bruns abondants sur le thorax et plus rares sur l'abdomen, et sa coloration généralement foncée. La nigra a aussi une pigmentation très foncée des ailes. Dans l'ensemble, lorsqu'elles sont vues de loin, elles paraissent noirâtres pour la nigra et brun foncé pour la mellifera. Les hybrides sauvages, avec d'autres sous-espèces, peuvent être distingués par un baguage plus léger et jaunâtre sur les côtés de l'abdomen, mais cela est souvent difficile. Pour la reproduction pure des abeilles noires selon la norme, les détails des veines d'aile sont aujourd'hui considérés comme le seul caractère distinctif fiable.

## Caractère
Les hybrides ont un caractère défensif et ont la réputation de piquer des gens (et d'autres créatures) sans raison apparente. Certaines colonies sont très « actives » sur le rayon et si excitables que les apiculteurs les considèrent difficiles à travailler. Cette caractéristique n'est cependant pas traditionnellement associée aux races d'abeilles noires, connues auparavant pour leur maniement assez facile, bien qu'elles n'aient jamais été considérées aussi placides que l'abeille carniolienne (Apis mellifera carnica).

## Caractéristiques
- Forte rusticité hivernale, liée à leurs choix alimentaires, en opposition à celle de l'abeille africaine (Apis mellifera scutellata)
- Faible tendance à l'essaimage
- Souvent agressive, mais certaines lignées sont très douces
- Défensive contre les envahisseurs, tels que les guêpes
- Cycle de ponte prudent et mesuré. La reine réduit sa ponte si les ressources sont insuffisantes.
- Forte volonté de recueillir le pollen; entoure bien le couvain de provisions pour l’hivernage[3],[4], mais production de miel parfois faible.
- Forte production de propolis
- Longévité élevée des abeilles ouvrières et de la reine
- Excellente tenue de vol, même par temps froid
- Éventuellement rusticité contre le Varroa
- Ne pille pas
- Lent démarrage au printemps
- Seule espèce ayant la faculté que l'on appelle anecbalie, ou remérage. Les abeilles de ces colonies démarrent spontanément un élevage royal dès que la reine produit moins de phéromones. Celle-ci laisse se dérouler le processus jusqu’à la naissance, la fécondation et la ponte de la jeune reine. On aura alors une situation exceptionnelle au sein de la colonie : la présence simultanée de deux reines (la jeune et l'ancienne). Cet état n’est que transitoire, car la jeune reine secrète des phéromones 4 jours avant sa naissance, ce qui indique à la vieille reine qu'elle doit partir, sinon c'est probablement la jeune qui tuera la vieille après quelques semaines de vie commune. C'est pour cette raison que l’on considère cette espèce comme étant très stable dans le temps, puisqu’on aura toujours une reine jeune et productive dans la colonie.

## Importance de l'espèce
Apis mellifera mellifera n'est plus une sous-espèce commerciale importante de l'abeille à miel occidentale, mais il existe un certain nombre d'apiculteurs amateurs spécialisés qui gardent ces abeilles en Europe et dans d'autres parties du monde. Les immigrants ont amené ces sous-espèces dans les Amériques. Avant leur arrivée, le continent américain n'avait pas d'abeilles domestiques. Les descendants hybrides des abeilles noires coloniales d'origine ont survécu en Amérique du Nord. Les apiculteurs rapportent qu'après l'arrivée de l'acarien Varroa sur le continent américain en 1987, certaines colonies d'abeilles sauvages ont survécu. La forme originale n'est plus présente en Amérique du Nord.
En Europe de l'Ouest, les abeilles noires étaient le stock original d'abeilles jusqu'à la création de l'abeille Buckfast. Il s'agit d'une race hybride dont la descendance comprend les restes récupérés de l'abeille noire britannique, presque éteinte à ce moment-là en raison d'Acarapis woodi. Les stocks de reproduction en Europe centrale ont été presque détruits par ordre des nazis, qui considéraient que le rendement du miel n'était pas conforme aux normes modernes et voulaient « améliorer » les stocks d'abeilles maintenus dans les zones sous leur contrôle.
Cela a conduit à la création d'hybrides plus agressives et à haut rendement, probablement par croisement de souches brunes et Buckfast à haut rendement avec des Apis mellifera carnica, qui étaient cependant très sensibles à l'infection par le Varroa et désagréables à manipuler. Ces hybrides ont donc été abandonnés lors de la Seconde Guerre mondiale mais, tout comme en Amérique du Nord, certaines colonies sauvages ont survécu. Aux États-Unis, des abeilles mellifères « M » ont été trouvées en Arkansas, en Louisiane, dans le Mississippi, en Oklahoma et dans le Missouri, sur la base de l'analyse du séquençage de l'ADN. Les éleveurs dévoués et les installations de recherche travaillent aujourd'hui sur la préservation et la diffusion de ce qui pourrait être sauvé des stocks d'origine. Il n'y a qu'une poignée de colonies présentes en Allemagne, mais un plus grand nombre a survécu en Norvège (lehzeni), les Alpes (nigra) et en Pologne et en Belgique (mellifera).

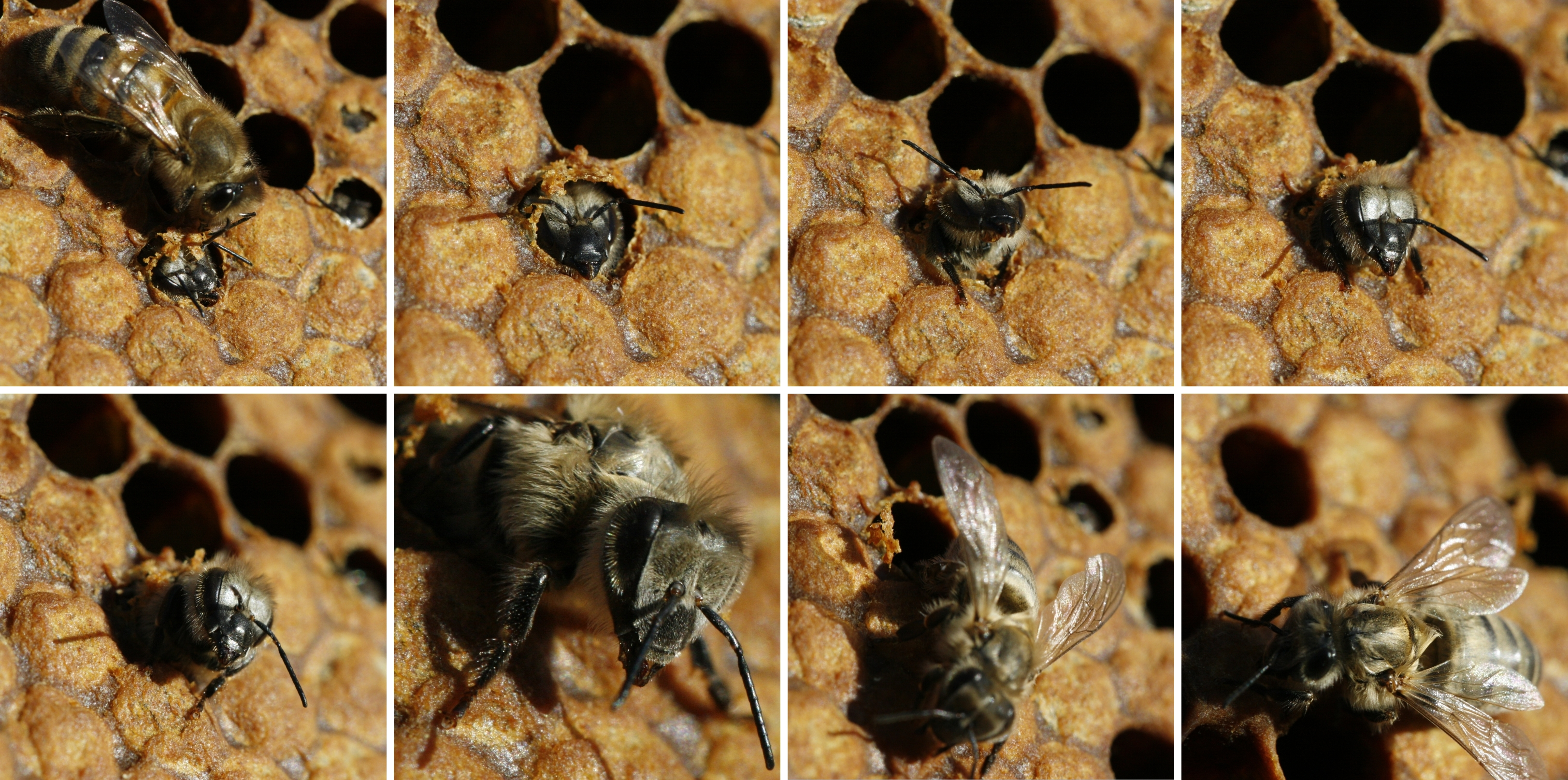
Naissance d'une abeille noire (Apis mellifera mellifera).
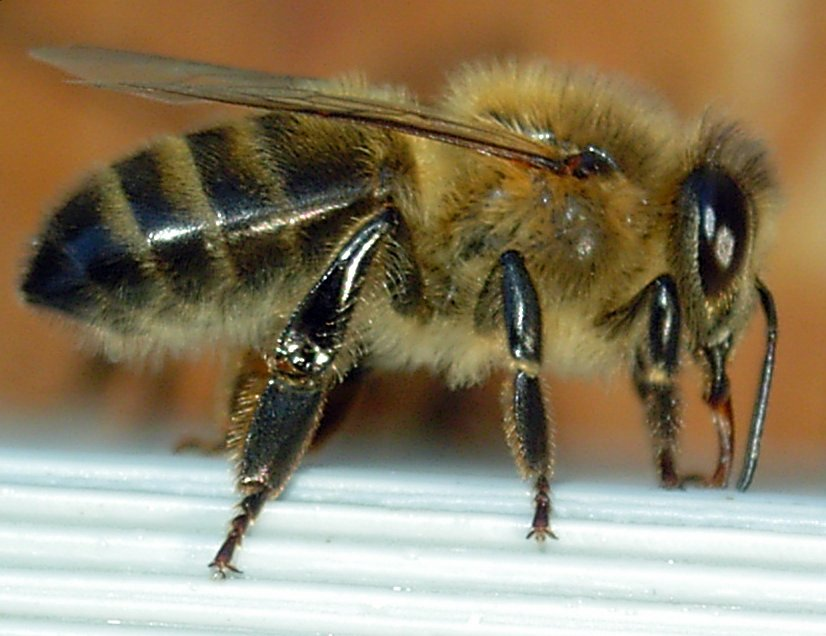
Ouvrière vue de profil
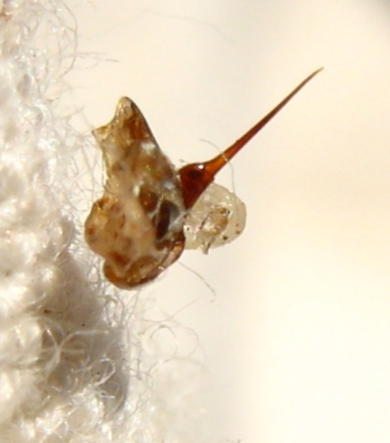
Le dard d'une abeille noire
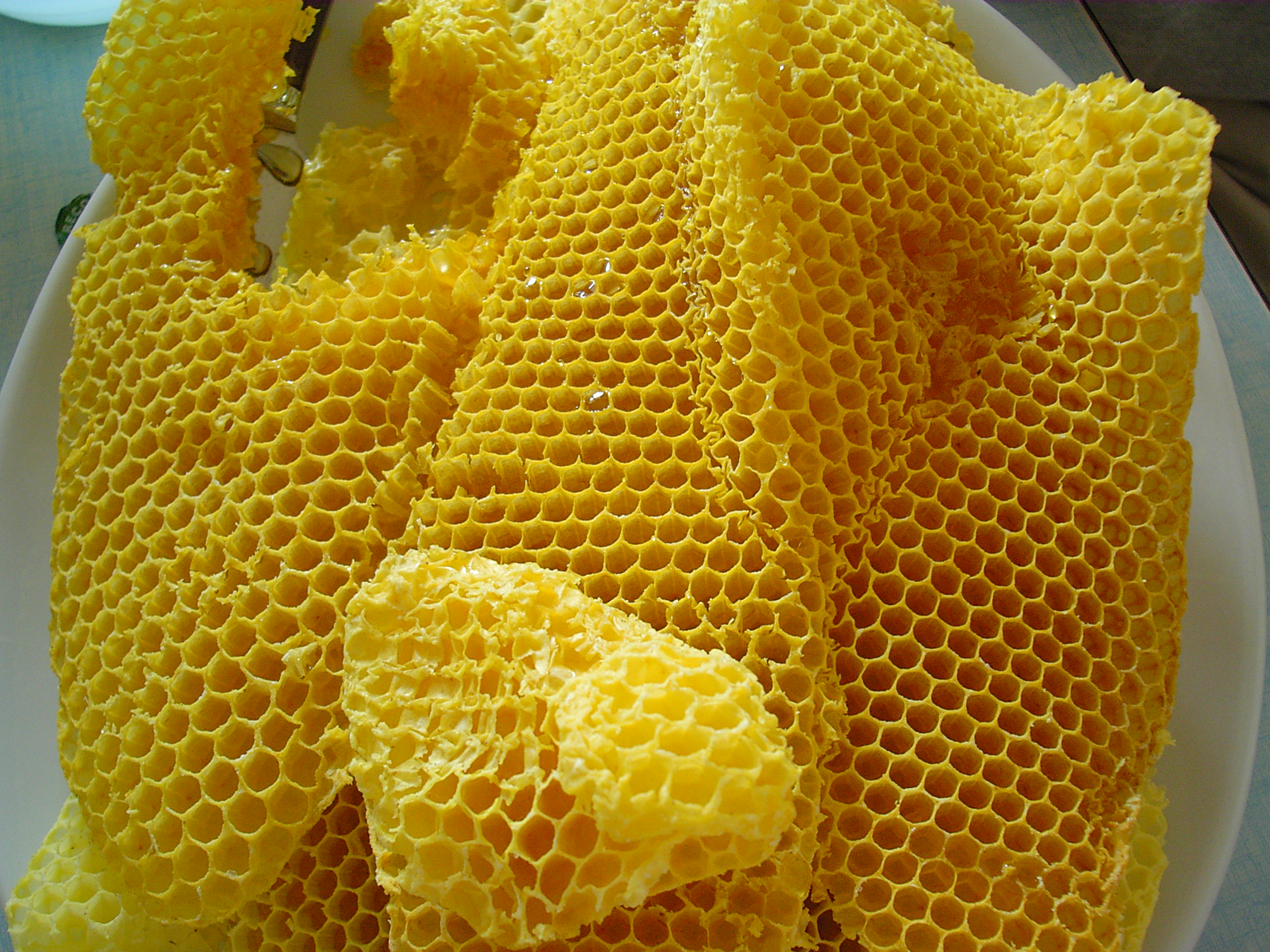
Rayons de miel
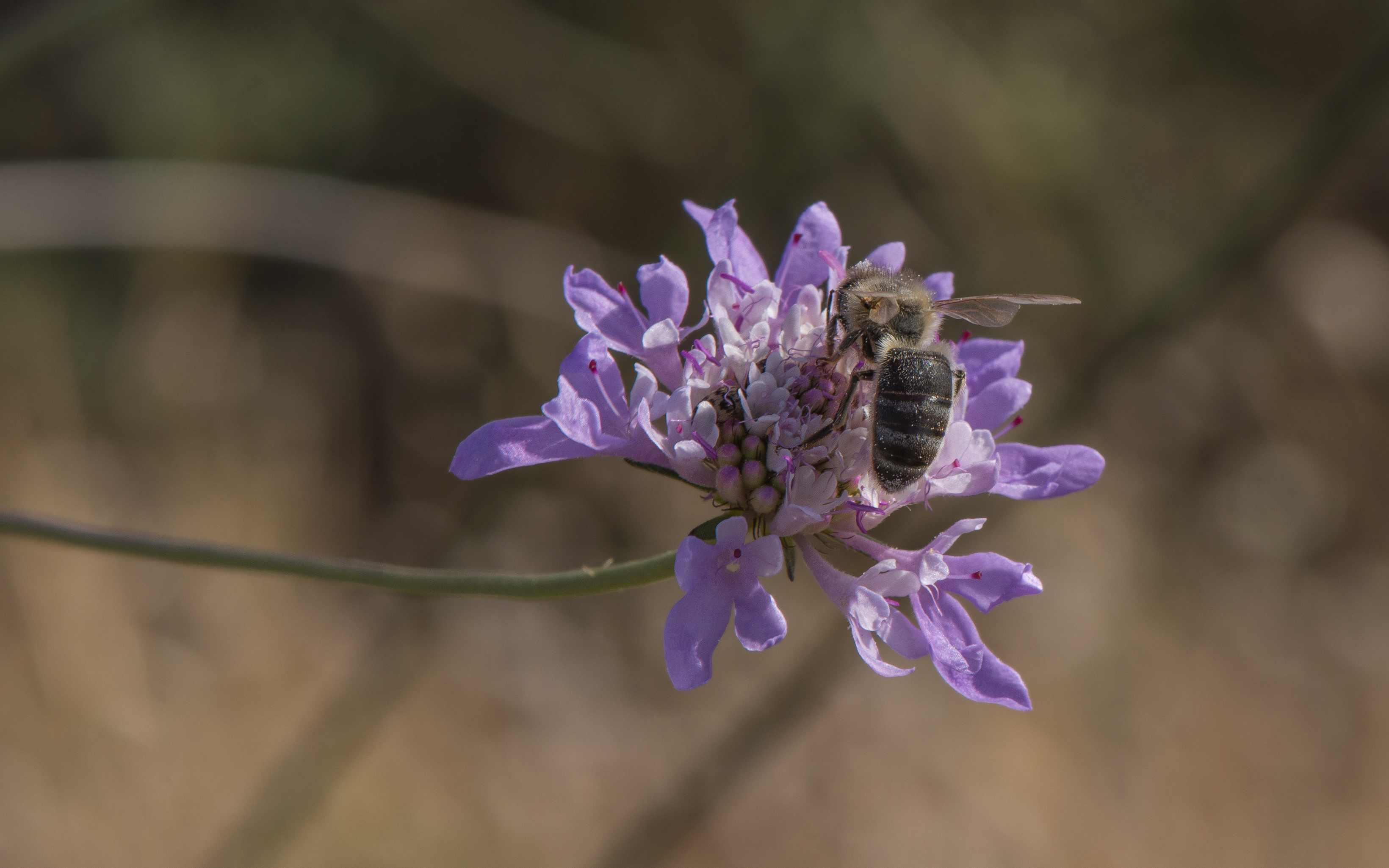
Sur une fleur de Scabiosa atropurpurea à Sète.